# Néstor Sánchez Sotelo
Néstor Sánchez Sotelo (Buenos Aires) es un productor, guionista, diseñador de producción y director de cine argentino.

## Filmografía

### Director
- Testigos ocultos (2001)
- Los Nadies (2014)
- Caída del cielo (2016)
- El día que me muera (2019)
- Mete miedo (2022)

### Productor
- Industria argentina, la fábrica es para los que trabajan (2012)
- Soy tóxico (2020)
- Necrofobia (2014)
- Los Nadies (2014)
- Caída del cielo (2016)
- Ataúd blanco (2016)
- El muerto cuenta su historia (2016)
- Soy tu Karma (2017)
- 27: El club de los malditos (2018)
- Bruno Motoneta (2018)
- Una tumba para tres (2021)
- Al tercer día (2021)
- Mete miedo (2022)